# Schloss Weißenberg (Neuhofen)

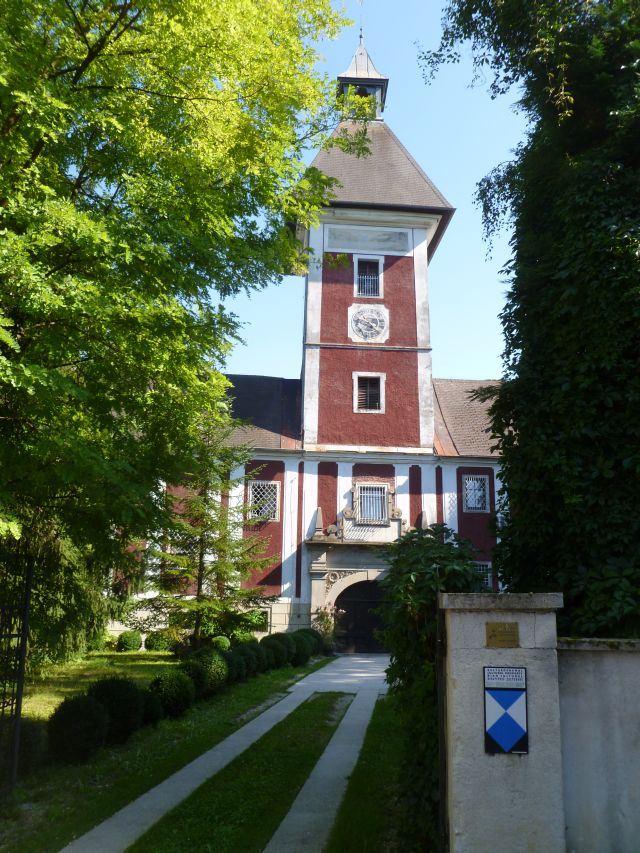
Schloss Weißenberg: Turm und Eingang in der WNW-Fassade (2011)

Schloss Weißenberg gehört zur Marktgemeinde Neuhofen an der Krems und liegt 3,5 km nördlich von Neuhofen nahe der Ostseite der Kremstal Straße (B 139) und links der Krems.

## Geschichte des Schlosses Weißenberg

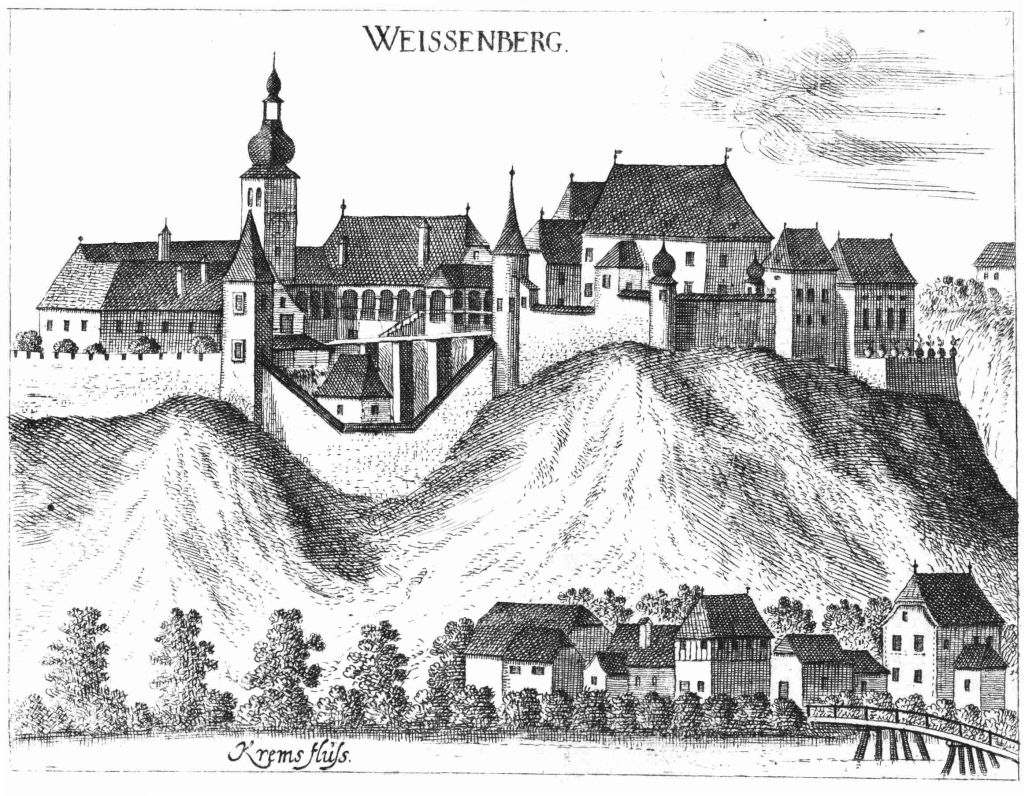
Schloss Weißenberg nach einem Stich von Georg Matthäus Vischer von 1674

Bereits für das 1. nachchristliche Jahrhundert werden ein römisches Kastell oder ein Wachturm an der Stelle des heutigen Schlosses vermutet.
Der genaue Zeitpunkt der Erbauung der ursprünglichen Burg Weißenberg ist unbekannt, es muss aber vor 1195 gewesen sein, denn damals nahmen ein Hezel und ein Werhard von Wizenprech an dem Hoftage des Herzogs Ludwig von Bayern in Herzogen-Hall (heute Bad Hall) teil. Warmund von Weißenberg wird als letzter seiner Familie 1261 genannt. Er ließ die bereits verfallene Burg erneuern. Auf die Weißenberger folgten die Polheimer, welche Weißenberg von den österreichischen Herzogen zu Lehen hatten. Von diesen kaufte Georg von Volkensdorff die Burg um das Jahr 1362. Aus dieser Zeit ist bei einer Fehde mit Hans von Lichtenstein auch eine Belagerung der Burg und deren Eroberung berichtet. Der Besitz verblieb dennoch bei den Volkensdorffern.

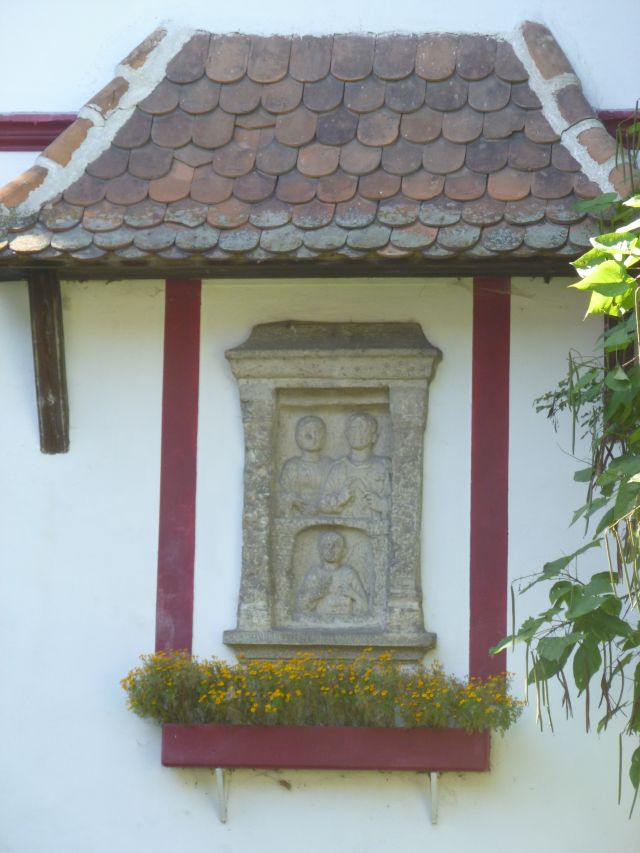
Dreifigurenstele mit zwei Milites (Soldaten) (2. Hälfte des 3. Jh. n. Chr., "Römerstein") im Innenhof von Schloss Weißenberg (2011)

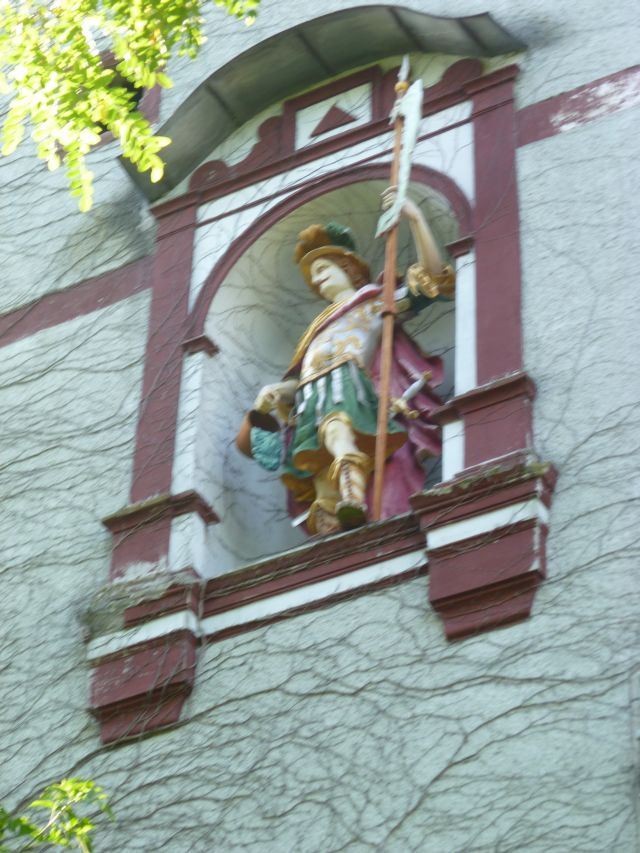
St. Florian auf der äußeren Ostseite von Schloss Weißenberg (17. Jh.) (2011)

Der Umbau der Burg zu einem Schloss begann 1517–1575 unter Volker von Volkensdorff. Unter Hans Caspar von Volkenstorff erfolgte die Anlage des heutigen Schlosses im Renaissancestil vor der alten Burg. Diese blieb mit einer auf vier Jochen ruhenden Brücke über einen Graben mit dem Schloss verbunden. 1594 zählte die weitläufige Anlage zu den verteidigungsfähigen Fluchtorten für die Zivilbevölkerung. Die Erben nach dem letzten Volkensdorffer verkauften 1629 Schloss und Herrschaft an den Grafen Werner von Tilly. Generationen später verkauften seine Erbfolger den Besitz 1724 weiter an Karl Sebastian Vorig von Hochhaus. 1730 erwarb Freiherr Johann Josef von Weichs das Schloss, von diesem ging es an das Stift Kremsmünster. Der Kremsmünsterer Abt Alexander ließ 1803 die alte Burg mit den Befestigungswerken sowie die Himmelfahrtskapelle abbrechen und dafür einen neuen Schlosstrakt errichten. Der Burggraben wurde mit dem Baumaterial aufgeschüttet und der Burgplatz wurde eingeebnet. Die Baulücke wurde durch einen neuen, im Osten gelegenen Quertrakt geschlossen.
Abfolge der Besitzern im 20. Jahrhundert:
- 1906 kaufte Fabrikant Richard Porak das Gut und musste es 1911 an die Zentralbank der deutschen Sparkassen abtreten.
- 1917 wurden die Brüder Mahler Besitzer und wurden 1938 im Nationalsozialismus enteignet.
- Während des Zweiten Weltkriegs (1939–1945) gehörte das Schloss den Hermann-Göring-Werken (später: Vöest).
- Nach dem Krieg wurde es an die Vorbesitzer restituiert, diese verkauften um 1950 an die Familie Roth, die in Linz  ihre Schuhfabrik Roth betrieb.
- Familie Roth bewohnte mit Stand Juli 1953 mit Zentralheizung ausgestattete Räume im Obergeschoß des Schlosses. Im Keller gab es eine kleine Wohnung ohne Heizung und Wasser sowie eine Waschküche mit holzbefeuertem Kupferkessel. Roth hatte im Schloss eine Produktion für Hauspatschen. Im Schloss wohnten auch Flüchtlingsfamilien insbesondere aus Tschechien, deren Frauen für Roth arbeiteten, deren Männer eher in Haid.
- Von 1969 bis 1971 stand das Schloss leer.
- Familie Kuthy kaufte das Schloss 1970 aus einer Konkursmasse, ließ es renovieren und bewohnt es. Es wird auch für Kulturveranstaltungen, etwa Vernissagen genutzt.

## Gegenwart

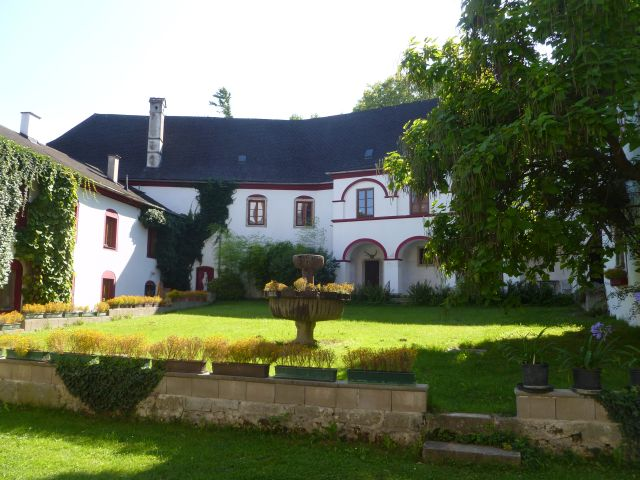
Innenhof von Schloss Weißenberg

1970 wurde Schloss Weißenberg von Familie Kuthy erworben und vorbildlich restauriert. Es dient heute vorwiegend Wohnzwecken und kulturellen Veranstaltungen. Abgesehen von Vernissagen und anderen kulturellen Ereignissen kann das Schloss nur von außen besichtigt werden.
Der Ort Weißenberg und das zugehörige Schloss liegen im Niveau unterhalb der Kremstal Straße. Dies ist baugeschichtlich durch die heute nicht mehr bestehende Burg Weißenberg zu erklären. Der Grundriss des Innenhofs des Schlosses ist unregelmäßig fünfeckig. Der Zugang ist durch eine Torhalle im dreistöckigen Torturm möglich. Das Pyramidendach trägt eine offene Laterne, die Dachtraufe kragt rundum weit aus, um die vier schon angewitterten Landschaftsbildfresken ganz oben an den Fassade vor Regen zu schützen. Unter dem Fenster des 3. Stocks zeigt die Westseite das Zifferblatt und Uhrzeiger. Das breite Renaissancetor ist von Halbsäulen flankiert und künstlerisch gestaltet. Darüber befindet sich zwischen zwei kurzen Obelisken eine Tafel mit einer lateinischen Inschrift. Die den geräumigen Hof begrenzenden Gebäudeflügel sind durchwegs zweigeschoßig.
Sie sind mit Arkaden und Lauben versehen, doch sind erstere zum Teil zugemauert. Bemerkenswert ist ein in einer Hoffassade eingemauerter Römerstein. Die Fassade zeigt spätbarocke Lisenengliederung, die Seitenflügel enden in abgewalmten Giebelseiten. Im Eingangstrakt liegt die ehemalige Schlosskapelle mit dreijochigem Kreuzgratgewölbe.
Außen steht an der Südseite in einer Mauernische eine große barocke Holzstatue des hl. Florian aus dem 17. Jahrhundert. An dieser Seite lag einst ein Arkadengang, doch ist auch dieser zugemauert.